# Swedenhielms (1961)
Swedenhielms är en svensk TV-pjäs från 1961 i regi av Henrik Dyfverman.
Pjäsen sändes nyårsdagen 1961. För dekoren stod Nils Svenwall. Som förlaga har man Hjalmar Bergmans pjäs Swedenhielms från 1923 som uruppfördes på Dramaten i Stockholm 1925.

## Rollista
- Edvin Adolphson – Rolf Swedenhielm senior
- Claes Thelander – Rolf Swedenhielm junior
- Gunnel Broström – Julia Körner
- Lars Lind – Bo Swedenhielm
- Helena Reuterblad – Astrid, Bos fästmö
- Margaretha Krook – Marta Boman
- Sven Lindberg – Pedersen, journalist
- John Elfström – Erikson